# 12 mai
Pour les articles homonymes, voir Douze-Mai.
12 avril 12 juin
Chronologies thématiques
- Croisades
- Ferroviaires
- Sports
- Disney
- Anarchisme
- Catholicisme

Abréviations / Voir aussi
- (° 1852) = né en 1852
- († 1885) = mort en 1885
- a.s. = calendrier julien
- n.s. = calendrier grégorien
- Calendrier
- Calendrier perpétuel
- Liste de calendriers
- Naissances du jour

Le 12 mai est le 132e jour, moins souvent le 133e, de l'année du calendrier grégorien ; il en reste ensuite 233.
Son équivalent était généralement le 23 floréal du calendrier républicain ou révolutionnaire français, officiellement dénommé jour de la bourrache, une plante.

## Événements

### IIIesiècle
- 254 : le pape Étienne (Ier) succède à Lucius (Ier) et devient ainsi le 23e pape de l'Église, encore pour beaucoup clandestine voire poursuivie par périodes par le pouvoir romain impérial.

### XIVesiècle
- 1310 : en France, 54 membres de l'ordre du Temple sont condamnés au bûcher pour hérésie.

### XVIesiècle
- 1588 : journée des barricades, soulèvement parisien mené par le « conseil des Seize » et le duc de Guise, contre le roi Henri III.

### XVIIIesiècle
- 1793 : deuxième bataille de Port-Saint-Père, lors de la guerre de Vendée.
- 1797 : la république de Venise prend fin, avec la conquête de la ville par les troupes napoléoniennes. Ludovico Manin, dernier doge, est contraint d'abdiquer.
- 1799 : les Français battent les Russes, à la bataille de Bassignana.

### XIXesiècle
- 1802 : vote du consulat à vie, en faveur du putschiste de 1799 Bonaparte.
- 1809 : bataille de Waidring, lors de la guerre de la cinquième coalition et la rébellion du Tyrol.
- 1814 : ordonnance du 12 mai 1814 qui réorganise les corps d'infanterie de l'armée française afin de « déterminer la force et l'organisation de l'infanterie de l'armée française pour le pied de paix » et qui abandonne le drapeau tricolore au profit du drapeau du royaume de France.
- 1839 : opération insurrectionnelle déclenchée par la société secrète républicaine Les Saisons, dont les meneurs sont Martin Bernard, Armand Barbès et Auguste Blanqui. Ils entraînent quelques centaines de leurs partisans à l'assaut de l'hôtel de ville de Paris. L’opération échoue, écrasée par l'armée et la garde nationale, et les conjurés sont arrêtés (jusqu'au lendemain 13 mai)[1],[2].
- 1864 : fin de la bataille de Spotsylvania, entre les nordistes et les confédérés (guerre de Sécession).
- 1881 : traité du Bardo, qui instaure le protectorat de la France sur la Tunisie.

### XXesiècle
- 1918 : la conférence de Spa, réunissant les empereurs allemand et austro-hongrois, Guillaume II et Charles Ier, conseillés par leurs principaux collaborateurs, se conclut par la vassalisation de la double monarchie épuisée par 45 mois de conflit, au Reich. Des formules diplomatiques plaçant les deux empires sur un pied d'égalité masquent la réalité de la sujétion austro-hongroise au Reich.
- 1926 : fin de la grève générale au Royaume-Uni.
- 1942 : la seconde bataille de Kharkov constitue un échec pour l'Armée rouge ; dans l'est de l'Ukraine, les troupes soviétiques sous le commandement de Semion Timochenko lancent une importante offensive depuis la tête de pont d'Izioum, avant d'être encerclées et anéanties par les troupes du groupe d'armées Sud deux semaines plus tard.
- 1944 : fin des opérations militaires en Crimée, reconquise par l'Armée rouge au terme d'un mois de combats acharnés.
- 1949 : fin du blocus de Berlin.
- 1975 : incident du Mayagüez (affrontements entre les forces armées américaines et les khmers rouges).
- 1996 : arrangement de Wassenaar, sur la coordination des politiques en matière d'exportations d'armements conventionnels et de biens et technologies à double usage.

### XXIesiècle
- 2008 : un séisme de magnitude 7.9-8.3 Mw fait plus de 70 000 victimes dans la province du Sichuan en Chine.
- 2013 : le parti Citoyens pour le développement européen de la Bulgarie remporte les élections législatives en Bulgarie.
- 2016 :
  - Michel Temer devient président de la république fédérative du Brésil par intérim à la suite de la destitution de Dilma Rousseff.
  - début de la bataille de Syrte, entre le gouvernement d'union nationale et l'État islamique, lors de la deuxième guerre civile libyenne.
- 2018 :
  - des élections législatives se déroulent en Irak afin d'élire les 329 membres du Conseil des représentants.
  - Des élections législatives se déroulent de manière anticipée au Timor oriental à la suite de l'échec de la formation d'une coalition gouvernementale stable après les élections de l'année précédente.
  - Une attaque terroriste fait un mort et quatre blessés à Paris en France.
- 2019 :
  - premier tour d'une élection présidentielle et double référendum sur une réduction du nombre de parlementaires et la légalisation de la double nationalité en Lituanie.
  - Des élections provinciales ont lieu en la collectivité territoriale pacifique de Nouvelle-Calédonie afin d'en élire les assemblées des trois provinces. Une partie des membres de ces assemblées forment à leur tour le Congrès. Les anti-indépendantistes conservent de justesse la majorité.
- 2024 : en Lituanie, le premier tour de l’élection présidentielle a lieu afin d'élire le chef de l’État pour un mandat de cinq ans[3].
- 2025 : après plus de quatre décennies de conflit armé contre l'État turc, le Parti des travailleurs du Kurdistan (PKK) annonce sa dissolution[4].

## Arts, culture et religion
- 254 : intronisation du pape Étienne Ier comme ci-avant.
- 1328 : élection de l'antipape Nicolas V.
- 1654 : achèvement de l'impression des Œuvres diverses de Monsieur de Cyrano Bergerac.
- 2018 : la chanteuse israélienne Netta Barzilai remporte le Concours Eurovision annuel de la chanson au Portugal.

## Sciences et techniques
- 2002 : la navette spatiale soviétique Bourane 1.01 est détruite lors de l'effondrement du toit du hangar dans lequel elle était entreposée.
- 2017 : une cyberattaque d'envergure mondiale est menée à l'encontre de nombreuses organisations[5].

## Économie et société
- 1964 : licenciement de l'ORTF à Paris de la présentatrice et speakerine de télévision Noële Noblecourt parce que sa jupe jugée trop courte par sa direction aurait laissé entrevoir ses genoux dans une émission de "Télé-Dimanche", en réalité parce qu'elle aurait refusé des avances de son supérieur Raymond Marcillac bien avant Me too[6].
- 2020 : une série d'attentats en Afghanistan dont un dans une maternité de Kaboul entraîne plus de quarante morts[7].

## Naissances

### XVesiècle
- 1401 : Shōkō, 101e empereur du Japon de fin 1412 à sa mort († 30 août 1428).
- 1496 : Gustave Ier Vasa, roi de Suède († 29 septembre 1560).

### XVIIesiècle
- 1622 : Louis de Buade de Frontenac, gouverneur de la Nouvelle-France († 28 novembre 1698).
- 1665 : Albertus Seba, zoologiste et pharmacien hollandais († 2 mai 1736).
- 1670 : Auguste II, roi de Pologne († 1er février 1733).
- 1700 : Luigi Vanvitelli, architecte italien († 1er mars 1773).

### XVIIIesiècle
- 1725 : Louis-Philippe, duc d'Orléans († 18 novembre 1785).

### XIXesiècle
- 1802 : Henri Lacordaire, religieux, journaliste et homme politique français († 21 novembre 1861).
- 1803 : Justus von Liebig, chimiste allemand († 18 avril 1873).
- 1804 : Robert Baldwin, homme politique canadien († 9 décembre 1858).
- 1806 : 
  - Johan Vilhelm Snellman, philosophe, journaliste et homme d'État finlandais († 4 juillet 1881).
  - Nérée Boubée, naturaliste et universitaire français († 2 août 1862).
- 1820 : Florence Nightingale, infirmière britannique († 13 août 1910, voir fête des infirmières ci-après in fine).
- 1823 : John Russell Hind, astronome britannique († 22 décembre 1895).
- 1825 : Antoine de Tounens, aventurier français († 17 septembre 1878).
- 1830 : Pierre Goguet, notaire et homme politique français († 25 janvier 1886).
- 1840 : Marie-Léonie Paradis, religieuse et éducatrice canadienne († 3 mai 1912).
- 1842 : Jules Massenet, compositeur français († 13 août 1912).
- 1845 :
  - Henri Brocard, mathématicien français († 16 janvier 1922).
  - Gabriel Fauré, compositeur français († 4 novembre 1924).
- 1861 : Georges Beaume, journaliste, romancier, nouvelliste, critique d'art et de littérature français († 17 février 1940).
- 1869 : Carl Schuhmann, gymnaste, lutteur et athlète allemand, multiple médaillé olympique († 24 mars 1946).
- 1884 : Flores (Isidoro Martí Fernando dit), matador espagnol († 6 décembre 1921).
- 1885 : William Francis Giauque, ingénieur chimiste américain d'origine canadienne, prix Nobel de chimie en 1949 († 28 mars 1982).
- 1887 : Yvonne de Bray, actrice française († 1er février 1954).
- 1893 : René Mourlon, athlète français, spécialiste du sprint († 19 octobre 1977).
- 1895 : Jiddu Krishnamurti, philosophe indien († 17 février 1986).
- 1899 : 
  - Maurice Carême, écrivain et poète belge († 13 janvier 1978).
  - Édith Follet, illustratrice française († 9 mars 1990).

### XXesiècle
- 1903 : Wilfrid Hyde-White, acteur anglais († 6 mai 1991).
- 1905 : Édouard Rinfret, homme politique et juge canadien († 11 janvier 1994).
- 1907 :
  - Leslie Charteris, écrivain et scénariste britannique († 15 avril 1993).
  - Katharine Hepburn, actrice américaine († 29 juin 2003).
- 1909 : Jean Filiol, militant nationaliste français († inconnue, avant 1975 ?).
- 1910 :
  - Johan Ferrier, enseignant et homme politique surinamien, premier président du Surinam de 1975 à 1980 († 4 janvier 2010).
  - Dorothy Crowfoot Hodgkin, chimiste britannique, prix Nobel de chimie 1964 († 29 juillet 1994).
  - Gordon Jenkins, arrangeur, compositeur et pianiste américain († 1er mai 1984).
- 1913 : Charles-Arthur Gauthier, entrepreneur et homme politique canadien († 12 mai 1997).
- 1915 : Frère Roger (Roger Schutz dit), religieux suisse († 16 août 2005).
- 1917 : Joan Roig i Diggle, martyr espagnol et bienheureux catholique († 12 septembre 1936).
- 1918 :
  - Mary Kay Ash, dirigeante d’entreprise américaine, fondatrice de la société Mary Kay Cosmetics, Inc. († 22 novembre 2001).
  - Julius Rosenberg, militant communiste américain († 19 juin 1953).
- 1919 : Gerald Bales (en), organiste et compositeur canadien († 4 juillet 2002).
- 1921 :
  - Giovanni Benelli, prélat italien († 26 octobre 1982).
  - José Milicua, historien de l'art et professeur espagnol († 20 mai 2013).
  - Farley Mowat, écrivain canadien († 6 mai 2014).
  - Pierre Rouanet, journaliste français († 28 septembre 2018).
- 1922 : Bob Goldham, joueur de hockey sur glace canadien († 6 novembre 1991).
- 1923 : Nalla Tan, médecin, pédagogue, militante pour les droits des femmes et écrivaine singapourienne († 27 mars 2012).
- 1924 : 
  - Raoul Delfosse, acteur français († 27 novembre 2009).
  - Georges Dransart, céiste français, triple médaillé olympique († 14 juin 2005).
- 1925 : Yogi Berra, joueur et gérant de baseball américain († 22 septembre 2015).
- 1928 : 
  - Burt Bacharach (Burt F(reeman) Bacharach), pianiste et compositeur américain († 8 février 2023).
  - Isabelle Sadoyan, actrice française et Madame Jean Bouise à la ville († 10 juillet 2017).
- 1929 : Dollard Saint-Laurent, joueur de hockey sur glace canadien († 6 avril 2015).
- 1930 : 
  - Jesús Franco, homme de cinéma espagnol († 2 avril 2013).
  - Patricia McCormick, plongeuse américaine, championne olympique.
- 1935 :
  - Felipe Alou, joueur de baseball dominicain.
  - Johnny Bucyk, joueur de hockey sur glace canadien.
- 1936 : Frank Stella, peintre américain.
- 1937 :
  - George Carlin, humoriste américain († 22 juin 2008).
  - Susan Hampshire, actrice anglaise.
- 1938 : Millie Perkins, actrice américaine.
- 1940 :
  - Louis Pelâtre, prélat français.
  - Norman Whitfield, compositeur et producteur américain († 16 septembre 2008).
- 1942 :
  - Ian Dury, musicien britannique († 27 mars 2000).
  - Michel Fugain, chanteur français.
  - Billy Swan, chanteur et compositeur américain.
- 1944 : James Purify (en), chanteur américain.
- 1945 :
  - Ian McLagan, musicien anglais du groupe Small Faces († 3 décembre 2014).
  - Patrick Ricard, homme d'affaires français († 17 août 2012).
  - Carl Robie, nageur américain champion olympique.
- 1947 :
  - Michael Ignatieff, homme politique, enseignant et auteur canadien.
  - Micheline Lanctôt, actrice, réalisatrice et scénariste canadienne.
- 1948 : Steve Winwood, chanteur, musicien et compositeur anglais des groupes The Spencer Davis Group, Traffic et Blind Faith.
- 1950 :
  - Bruce Boxleitner, acteur américain.
  - Gabriel Byrne, homme de cinéma irlandais.
  - Pauline Lapointe, actrice canadienne († 30 août 2010).
  - Louise Portal, actrice canadienne.
  - Renate Stecher, athlète représentant la RDA, spécialiste du sprint.
- 1951 : Gunnar Larsson, nageur suédois, double champion olympique.
- 1952 : Yves Marchesseau, acteur français et charentais de télévision connu pour son personnage de « La Boule » dans l'émission de télévision Fort Boyard († 29 septembre 2014).
- 1956 :
  - Bernie Federko, joueur de hockey sur glace canadien.
  - Sergio Marchi (en), diplomate et homme politique canadien.
- 1957 : Lou Whitaker, joueur de baseball professionnel américain.
- 1959 :
  - Josep Ferrer i Bujons, écrivain catalan.
  - Ving Rhames, acteur américain.
- 1960 : 
  - Paul Arcand, journaliste, animateur de radio et de télévision et réalisateur canadien.
  - Simon Liberati, écrivain français.
- 1961 : Zandile Gumede, femme politique sud-africaine
- 1962 :
  - Emilio Estevez, homme de cinéma américain.
  - Gregory H. Johnson, astronaute américain.
- 1963 :
  - Gavin Hood, réalisateur, scénariste et acteur sud-africain.
  - Charles Pettigrew, chanteur américain du duo Charles & Eddie († 6 avril 2001).
- 1965 : Nimah Ismail Nawwab, poétesse saoudienne.
- 1966 : 
  - Stephen Baldwin, acteur américain.
  - Anne Ottenbrite, nageuse canadienne, championne olympique.
- 1968 : Tony Hawk, skateboarder américain.
- 1969 : Suzanne Clément, actrice québécoise.
- 1970 :
  - Mark Foster, nageur anglais
  - Jim Furyk, golfeur américain.
  - Samantha Mathis, actrice américaine.
  - Mike Weir, golfeur canadien.
- 1972 : Alexandre Ricard, homme d'affaires français.
- 1973 :
  - Forbes March, acteur canadien.
  - Lutz Pfannenstiel, footballeur allemand.
  - Xavier Dorfman, rameur français, champion olympique d'aviron.
- 1974 : Ravish Kumar, journaliste et écrivain indien.
- 1975 : 
  - Jonah Lomu, joueur de rugby néo-zélandais († 18 novembre 2015).
  - Anne Meson, chanteuse, animatrice de télévision et actrice française, égérie en France de The Walt Disney Company, entre 1989 à 1994.
- 1977 : 
  - Graeme Dott, joueur de snooker écossais.
  - Maryam Mirzakhani, mathématicienne iranienne.
- 1978 :
  - Malin Åkerman, actrice suédo-canadienne.
  - Jason Biggs, acteur américain.
  - Wilfred LeBouthillier, chanteur acadien.
  - Hossein Reza Zadeh, haltérophile iranien, champion olympique.
- 1981 : 
  - Rami Malek, acteur américano-égyptien.
  - Peggy Sastre, journaliste, essayiste et philosophe française.
- 1983 :
  - Alicja Bachleda-Curuś, actrice et chanteuse polonaise.
  - Domhnall Gleeson, acteur irlandais.
  - Virginie Razzano, joueuse de tennis française.
- 1984 : Loredana Boboc, gymnaste roumaine, championne olympique.
- 1985 : Brent Petway, basketteur américain.
- 1986 : Emily VanCamp, actrice canadienne.
- 1987 : Lance Lynn, joueur de baseball américain.
- 1988 : Marcelo (Marcelo Vieira da Silva Júnior dit), footballeur brésilien.
- 1989 :
  - Ousmane Camara, basketteur français.
  - Cyprien Iov, blogueur, podcasteur et animateur français.
- 1990 :
  - Florent Amodio, patineur artistique français.
  - Sophie Bray, joueuse de hockey sur gazon britannique.
  - Nour Dissem, coureuse cycliste tunisienne.
  - Anastasija Grigorjeva, lutteuse lettonne.
- 1991 :
  - Martyna Mikołajczak, rameuse d'aviron polonaise.
  - Larisa Pankova, coureuse cycliste russe.
- 1992 : Malcolm David Kelley, comédien américain.
- 1993 : Colton Parayko, hockeyeur sur glace canadien.
- 1995 :
  - Luke Benward, acteur américain.
  - Kenton Duty, acteur américain.

## Décès

### IXesiècle
- 805 : Æthelhard, évêque chrétien anglo-saxon de Winchester puis quatorzième archevêque de Cantorbéry de 793 à sa mort (° à une date inconnue du VIIIe siècle).

### XIesiècle
- 1003 : Sylvestre II, pape (° vers 938).

### XIVesiècle
- 1361 : Aymar Adhémar de Monteil de La Garde, prélat français (° date inconnue).
- 1382 : Jeanne Ire, reine de Naples (° vers 1326).

### XVIIesiècle
- 1646 : Énemond Massé, prêtre jésuite français (° 3 août 1575).
- 1682 : Michelangelo Ricci, mathématicien italien (° 30 janvier 1619).
- 1684 : Edme Mariotte, physicien et botaniste français (° v. 1620).
- 1699 : Lucas Achtschellinck, peintre brabançon baroque (baptisé le 16 janvier 1626).
- 1700 : John Dryden, poète et dramaturge anglais (° 19 août 1631).

### XVIIIesiècle
- 1759 : Lambert Sigisbert Adam, sculpteur français (° 10 octobre 1700).
- 1784 : Abraham Trembley, naturaliste suisse (° 3 septembre 1710).
- 1792 : Charles-Simon Favart, auteur de théâtre français (° 13 novembre 1710).
- 1794 : René Vallée, prêtre réfractaire français (° 8 août 1750).

### XIXesiècle
- 1856 : Jacques Philippe Marie Binet, mathématicien et astronome français (° 2 février 1786).
- 1871 :
  - Daniel-François-Esprit Auber, compositeur français (° 29 janvier 1782).
  - Anselme Payen, chimiste français (° 6 janvier 1795).
- 1879 : Ludwig Angerer, photographe austro-hongrois (°15 août 1837).
- 1884 : Bedřich Smetana, compositeur tchèque (° 2 mars 1824).

### XXesiècle
- 1907 : Joris-Karl Huysmans, écrivain français (° 5 février 1848).
- 1916 : James Connolly, révolutionnaire et syndicaliste irlandais (° 5 juin 1868).
- 1927 : Louise Catherine Breslau, peintre allemande (° 6 décembre 1856).
- 1931 : Eugène Ysaÿe, violoniste, compositeur et chef d’orchestre belge (° 16 juillet 1858).
- 1934 : Balbin du Carmel, père carme déchaux espagnol (° 7 mars 1865).
- 1935 : Józef Piłsudski, militaire et homme d'État polonais (° 5 décembre 1867).
- 1953 : Jeanne Maubourg, mezzo-soprano, actrice et enseignante canadienne d’origine belge (° 10 novembre 1875).
- 1956 : Louis Calhern, acteur américain (° 19 février 1895).
- 1957 : Erich von Stroheim, homme de cinéma autrichien (° 22 septembre 1885).
- 1965 : Roger Vailland, écrivain et journaliste français (° 16 octobre 1907).
- 1966 : Anna Langfus, femme de lettres et résistante française (° 2 janvier 1920).
- 1967 : John Masefield, poète britannique (° 1er juin 1878).
- 1970 : Nelly Sachs, femme de lettres allemande, prix Nobel de littérature en 1966 (° 10 décembre 1891).
- 1985 : Jean Dubuffet, peintre français (° 31 juillet 1901).
- 1986 : Elisabeth Bergner, actrice autrichienne (° 22 août 1897).
- 1989 :  Marcelle de Manziarly, pianiste, professeur de musique, cheffe d'orchestre et compositrice française (° 13 septembre 1899).
- 1992 :
  - Jacqueline Maillan, comédienne française (° 11 janvier 1923).
  - Robert Reed, acteur américain (° 19 octobre 1932).
  - Wanda Rutkiewicz, alpiniste polonaise (° 4 février 1943).
- 1994 :
  - Erik Erikson, psychanalyste américain d’origine danoise (° 15 juin 1902).
  - Roy Plunkett, chimiste américain, découvreur du téflon (° 26 juin 1910).
  - John Smith, homme politique écossais et britannique (° 13 septembre 1938).
- 1997 : Charles-Arthur Gauthier, entrepreneur et homme politique canadien (° 12 mai 1913).
- 1998 :
  - Max Heilbronn, homme d'affaires français (° 17 décembre 1902).
  - Hermann Lenz, écrivain allemand (° 26 février 1913).
  - Julio Le Riverend, homme politique cubain (° 22 décembre 1912).

### XXIesiècle
- 2001 :
  - Perry Como, acteur américain (° 18 mai 1912).
  - Alexeï Tupolev, ingénieur aéronautique russe, concepteur de l'avion éponyme (° 20 mai 1925).
- 2002 : Kanitha Wichiencharoen, défenseure des droits des femmes en Thaïlande (° 4 novembre 1920).
- 2003 : 
  - Sadruddin Aga Khan, diplomate, fils de l'Aga Khan III (° 17 janvier 1933).
  - Yves Le Dû, Compagnon de la Libération (° 19 mai 1920).
- 2007 :
  - Malika El Fassi, femme politique marocaine (° 19 juin 1919).
  - Georges Hatz, footballeur français (° 11 mai 1917).
- 2008 : Robert Rauschenberg, artiste plasticien américain (° 22 octobre 1925).
- 2009 : Roger Planchon, acteur et metteur en scène français (° 12 septembre 1931).
- 2011 : Adrien Gagnon, homme d'affaires canadien, un des pionniers de la naturopathie au Québec (° 4 mars 1924).
- 2012 :
  - Ruth Foster, actrice américaine (° 29 janvier 1920).
  - Eddy Paape, auteur de bandes dessinées (° 3 juillet 1920).
- 2014 : Marco Cé, cardinal italien, patriarche de Venise (° 8 juillet 1925).
- 2015 : Olympe Amaury, femme française, un temps doyenne des Français (° 19 juin 1901).
- 2016 :
  - Mike Agostini, sprinter trinidadien (° 23 janvier 1935).
  - Alexandre de Yougoslavie, prince de Serbie (° 13 août 1924).
  - Denis Hardy, homme politique québécois (° 27 janvier 1936).
  - Susannah Mushatt Jones, femme américaine, un temps doyenne de l'Humanité (° 6 juillet 1899).
  - Bohumil Kubát, lutteur tchèque (° 14 février 1935).
  - Julius La Rosa (en), chanteur et acteur américain (° 2 janvier 1930).
  - Del Latta (en), homme politique américain un temps élu la Chambre des représentants des États-Unis de l'Ohio (° 5 mars 1920).
  - Peter J. Liacouras (en), académicien américain, président de l'université Temple (° 9 avril 1931).
  - Tapio Mäkelä, fondeur finnois (° 12 octobre 1926).
  - Giovanni Migliorati, prélat éthiopien, vicaire apostolique d'Awasa (° 24 août 1942).
  - Yukio Ninagawa, réalisateur et directeur de théâtre japonais (° 15 octobre 1935).
  - Raghunath Patnaik (en), homme politique indien (° date inconnue).
  - Georges Sesia, footballeur français (° 8 juillet 1924).
  - Hugh Smith (en), joueur de football américain (° 27 août 1934).
- 2017 : Mauno Koivisto, président de la République de Finlande de 1982 à 1994 (° 25 novembre 1923).
- 2019 : Nasrallah Boutros Sfeir (arabe : نصر الله بطرس صفير), religieux, ecclésiastique patriarche maronite et cardinal libanais, opposant au régime syrien des el-Assad (° 15 mai 1920).
- 2020 :
  - Renée Claude, chanteuse et actrice canadienne (° 3 juillet 1939).
  - Henriette Conté, première dame guinéenne de 1984 à 2008 (° inconnue).
  - Renato Corti, cardinal italien (° 1er mars 1936).
  - Sisavath Keobounphanh, homme politique laotien (° 1er mai 1928).
  - Astrid Kirchherr, photographe allemande (° 20 mai 1938).
  - Michel Piccoli, comédien français (° 27 décembre 1925).
  - Philippe Redon, footballeur puis entraîneur ouest-français (° 12 décembre 1950).
  - Edin Sprečo, footballeur yougoslave puis bosnien (° 19 avril 1947).
  - Ernest Vinberg, mathématicien soviétique puis russe (° 26 juillet 1937).
- 2021 : Ubiratàn D'Ambrosio, historien des mathématiques brésilien (° 8 décembre 1932)
- 2022 :
  - Haleh Afshar, femme politique, juriste, politologue et professeure d’université iranienne puis britannique (° 21 mai 1944).
  - Gino Cappelletti, joueur de foot U.S. américain (° 26 mars 1934).
  - Bernard Carton, homme politique français (° 14 janvier 1948).
  - Djalu Gurruwiwi, joueur de didgeridoo australien (° 1935).
  - Robert McFarlane, officier et homme politique américain (° 12 juillet 1937).
  - Francesco Nucara, homme politique italien (° 3 avril 1940).
  - Deborah Samuel Yakubu, étudiante chrétienne nigériane (° ).
- 2023 :
  - Jonathan Crenshaw, artiste américain (° 1972).
  - Owen Davidson, joueur de tennis australien (° 4 octobre 1943).
  - Vladimir Kouznetsov, acteur et scénariste soviétique puis russe (° 1er ou 3 octobre 1943).
  - Bernard Membe, homme politique tanzanien (° 9 novembre 1953).
  - Jacques Mouilleron, footballeur puis entraîneur français (° 7 juillet 1940).
  - Bruce Robertson, joueur de rugby à XV international néo-zélandais (° 9 avril 1952).
- 2024 :
  - T. D. Allman, journaliste et écrivain américain (° 16 octobre 1944).
  - Mohamed Bousmaha, moudjahid algérien (° 1939).
  - Michael Brudenell-Bruce, militaire et homme politique britannique (° 31 mars 1926).
  - Mark Damon, acteur américain (° 22 avril 1933).
  - Annette Hayward, professeure et essayiste canadienne (° 5 juin 1945).
  - Javier Manterola, ingénieur civil espagnol (° 17 juin 1936).
  - Mériem Ouchia, volleyeuse algérienne (° 19 janvier 1959).
  - Paulo César Peréio, acteur brésilien (° 19 octobre 1940).
  - David Sanborn, saxophoniste américain (° 30 juillet 1945).
- 2025 :
  - Vlastimil Hort, joueur d'échecs tchécoslovaque puis allemand (° 12 janvier 1944).
  - Alla Osipenko, ballerine soviétique puis russe (° 16 juin 1932).

## Célébrations

### Internationales
- « Journée internationale de sensibilisation aux maladies environnementales : la fibromyalgie (FM), l’hypersensibilité chimique multiple (MCS), l’électrohypersensibilité (EHS), l’encéphalomyélite myalgique (ME) ou le syndrome de fatigue chronique (SFC), l’intoxication aux métaux lourds »[8].
- « Journée mondiale du commerce équitable »[9].
- « Journée internationale des infirmières »[10] du fait du jour anniversaire de la naissance de Florence Nightingale en 1820 ci-avant.
- « Journée internationale des femmes en mathématiques »[11],[12] du fait du jour anniversaire de la naissance de Maryam Mirzakhani en 1977 ci-avant.

### Nationale
Finlande (Union européenne à zone euro et pré-intégrant l'OTAN) : « journée du patrimoine finlandais » en mémoire de Johan Vilhelm Snellman né en 1806 ci-avant.

### Traditionnelleagricolevoire religieuse
Voir traditions ci-après.

### Saints des Églises chrétiennes

#### Saints des Églises catholiques et orthodoxes
Référencés ci-après in fine, :
- Achille († 330), évêque de Larissa en Thessalie (Grèce), fêté aussi le 15 mai en Orient.
- Agathimbre († 525), 22e évêque de Metz.
- Chryspolite de Bettona († Ier siècle), évêque et ses compagnons, martyrs à Bettona.
- Cyrille d'Axiopolis et six compagnons († IIIe siècle), martyrs.
- Épiphane de Salamine († 403), évêque de Salamine de Chypre.
- Germain Ier († 733), patriarche de Constantinople.
- Modoald de Trèves († 640), évêque de Trèves.
- Mondry († VIe siècle), ermite à Cellettes.
- Nérée et Achillée († vers 298), martyrs à Rome.
- Pancrace de Rome († 304) et son oncle saint Denis, martyrs à Rome.
- Philippe d'Agira (it) († Ve siècle), évangélisateur à Agira.
- Rictrude de Marchiennes († 688), abbesse de l'abbaye Sainte-Rictrude et Saint-Pierre de Marchiennes.
- Théodore de Cythère († 922), Diacre et ascète.

#### Saints et bienheureux des Églises catholiques
référencés ci-après :
- Álvaro del Portillo († 1994), bienheureux évêque espagnol.
- Catherine de Cardone (ca) († 1577), religieuse espagnole ermite à Casas de Benítez.
- Danio († 1184), ermite à Bologne.
- Dominique de la Chaussée († 1109), prêtre espagnol fondateur d'un hospice pour les pèlerins de Compostelle.
- Imelda Lambertini († 1333), bienheureuse religieuse dominicaine italienne.
- Jeanne de Portugal († 1490), bienheureuse fille du roi du Portugal Alphonse V, dominicaine à Aveiro.
- Léopold de Castelnuovo († 1942), prêtre capucin croate.
- Michał Rapac († 1946), bienheureux prêtre polonais.
- René Vallée († 1794), bienheureux prêtre français curé de Thierville, martyr de la Révolution française.

#### Saints orthodoxes
aux dates parfois "juliennes" / orientales :
- Denys de Radonège (ru) († 1633), archimandrite de la laure de la Trinité-Saint-Serge.
- Jean le Valaque († 1662), martyr à Constantinople.

### Prénoms du jour
Bonne fête aux Achille et ses variantes : Achilles, Achillea, Achillée (2e des saints de glace ci-après, entre sainte Estelle des 11 et sainte Rolande des 13 mai) ;
- aux Pancrace (2e des « saints de glace » plus traditionnels encore dans des dictons ci-dessous entre saint-Mamert des 11 mai et saint-Servais des 13).

Et aussi aux :
- Épiphane (voir Épiphanie entre le 1er et le 8 janvier environ et autres théophanies, celle de la Transfiguration des 6 août par exemple).
- Servan et son dérivé Servan(n)e, la veille du troisième et dernier saint de glace Servais infra en francophonie.

## Traditions, superstitions
3è voire 2è jour possible des Quatre-temps d'été, de semaine de la Pentecôte.

### Dictons
Période des saints de glace (en équivalent inversé de l'été indien de la saint-Maur à la saint-Martin entre mi-septembre et mi-novembre soit six mois avant comme après environ), néfaste pour l'agriculture et le jardinage mais florissant ès dictons météorologiques empiriques tels que :
- « À la saint-Achille, herbe à pleine faucille. »[15]
- « Au printemps ramènent l'hiver Pancrace, Servais et Mamert. »[15]
- « Les saints Servais, Pancrace et Mamert, à eux trois un petit hiver. »[15]
- « Les trois saints au sang de navet, Pancrace, Mamert et Servais, sont bien nommés les saints de glace. »[16]
- « Lorsque Pancrace apporte les dragées, c’est toute la noce qui est mouillée. » (Les dragées désignent la grêle)[15]
- « Mai, fais ce qu'il te plaît », mais surtout après ces saints de glace voire les saints-Médard et -Barnabé des 9 et 11 juin.
- « Saint-Mamert, Servais et Pancrace, de leur passage laissent souvent trace. »[réf. nécessaire]
- « Saint Pancrace est le deuxième des saints de glace. »[réf. nécessaire]
- « Saint-Pancrace et saint-Urbain [19 mai], sans pluie beaucoup de vin. »[17]
- « Saint-Servais, Mamert et Pancrace, apportent souvent la glace. »[18]
- « Se méfier de saint-Mamert, de saint-Pancrace et saint-Servais, car ils amènent un temps frais, et vous auriez regret amer. »[15]

### Astrologie
Signe du zodiaque : 22e jour du signe astrologique du Taureau.

## Toponymie
Les noms de plusieurs voies, places, sites ou édifices de pays ou de régions francophones contiennent cette date sous différentes graphies en référence à des événements survenus à cette même date : voir Douze-Mai .